# 國家鐵路運輸公司 (阿爾及利亞)
國家鐵路運輸公司（阿拉伯语：‎, 簡稱SNTF）是阿爾及利亞的國家鐵路運營商。SNTF是一家國有公司，目前壟斷了阿爾及利亞境內3,973公里（2,469 英里）的鐵路網絡。

## 歷史
阿爾及利亞鐵路的歷史始於法國對該國的殖民統治。1857年4月8日，一項法令下令建造1,357公里（843 英里）的鐵路，首先是從阿爾及爾到卜利達的標準軌距線路的建設，第一段線路於1862年9月8日開通，並於1871年5月1日延伸至奧蘭（現今阿爾及爾-奧蘭線）。
1939年1月1日，阿爾及利亞鐵路局(Office des Chemins de fer Algériens, OCFA)成立，專注於負責阿爾及利亞鐵路。1959年6月30日，法國政府與OCFA達成協議，成立了阿爾及利亞法國鐵路公司（Société des Chemins de Fer Français en Algérie），並於1960年1月1日開始運營。1963年6月16日，也就是阿爾及利亞獨立一年後，阿爾及利亞國家鐵路公司 (Société Nationale des Chemins de Fer Algériens, SNCFA)成立。
1976年3月30日，SNCFA拆分為以下公司：
- 國家鐵路運輸公司（SNTF），負責線路的運營和維護；
- SNERIF，用於網絡的更新和擴展；
- SIF，用於基礎設施的工程和現代化。

這次重組旨在改善阿爾及利亞的鐵路網絡和服務，但事實證明沒有成功，後兩家公司被重新整合到SNTF中。

## 主要車站

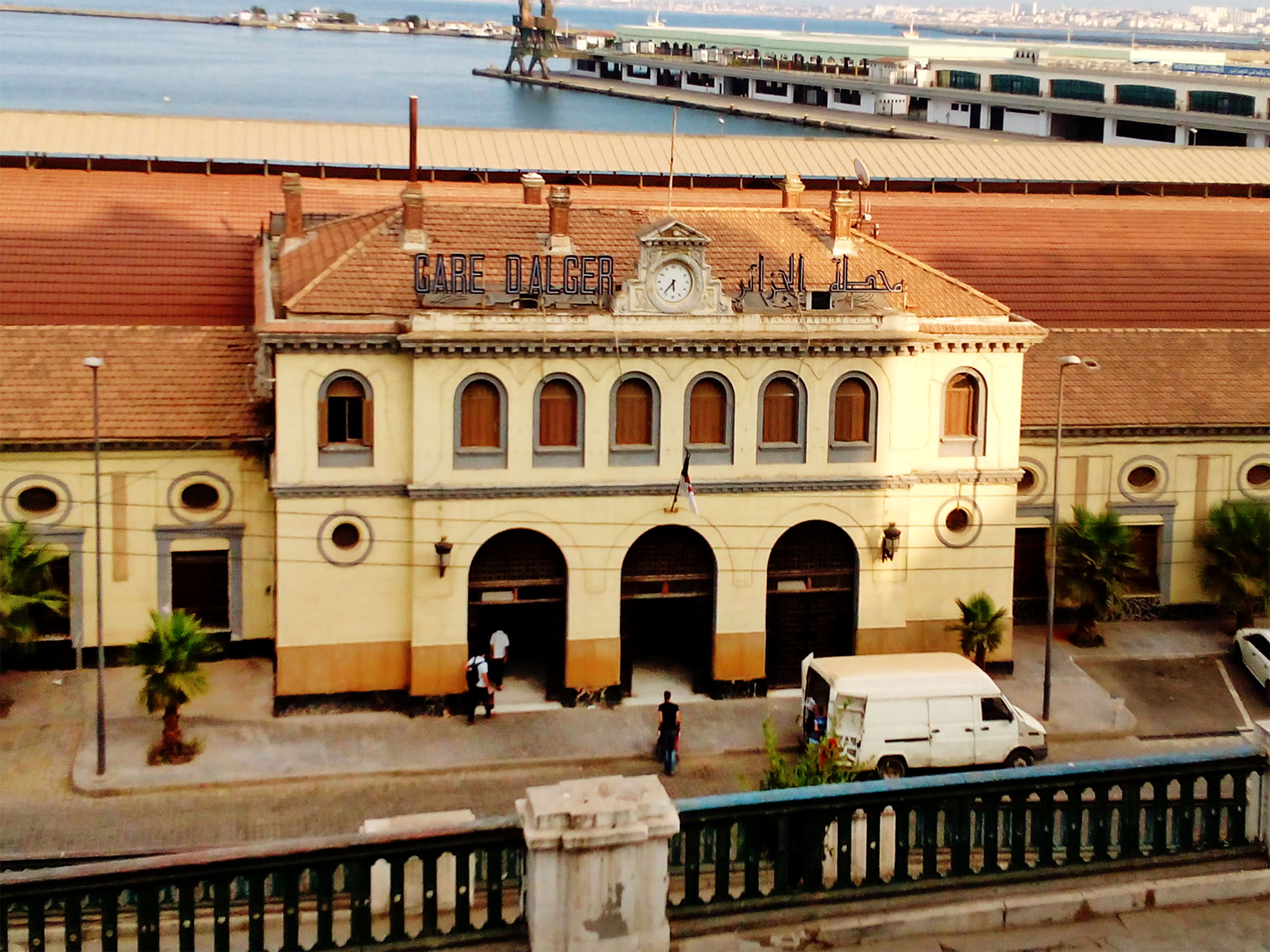
阿爾及爾車站
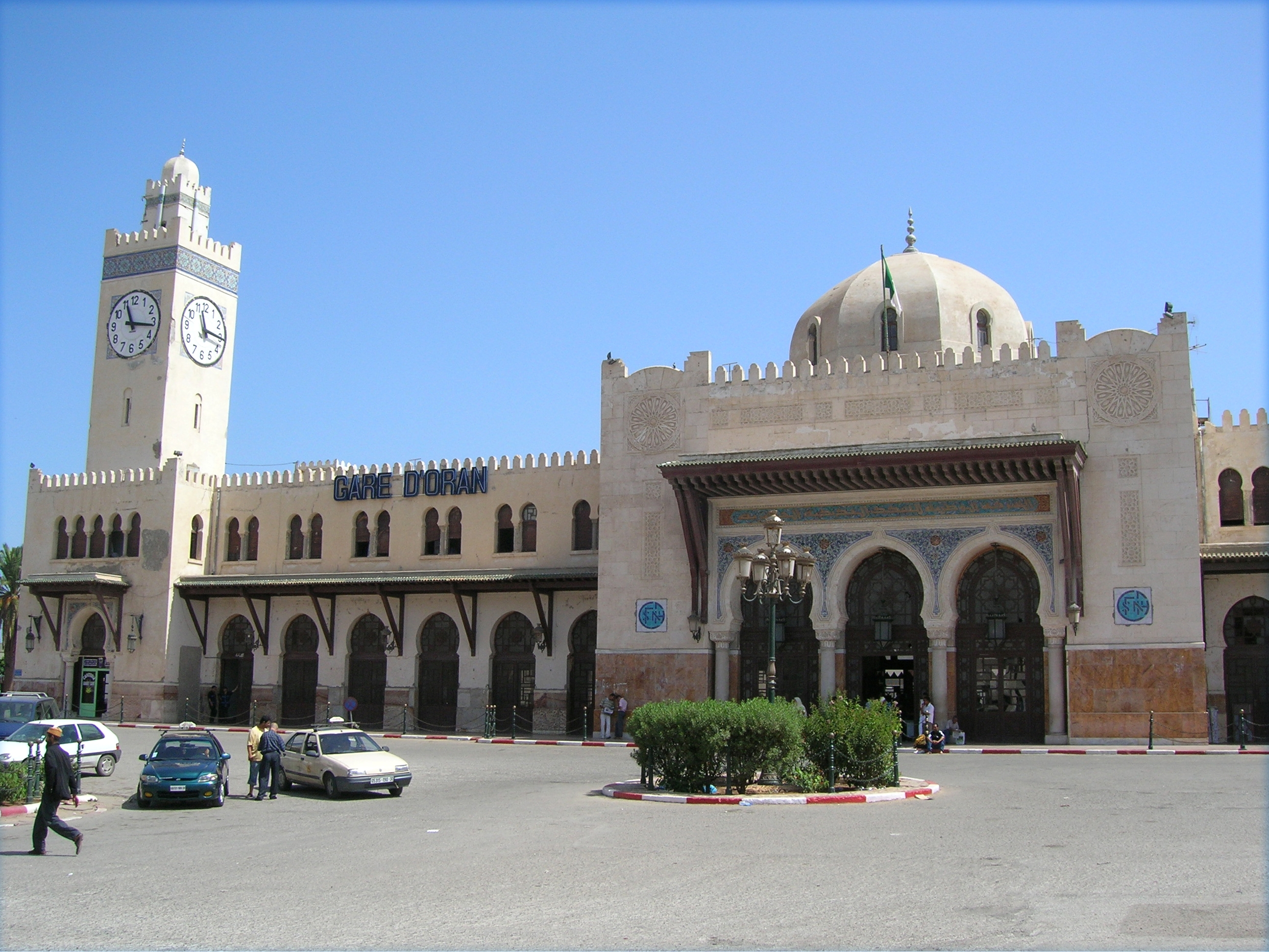
奧蘭車站
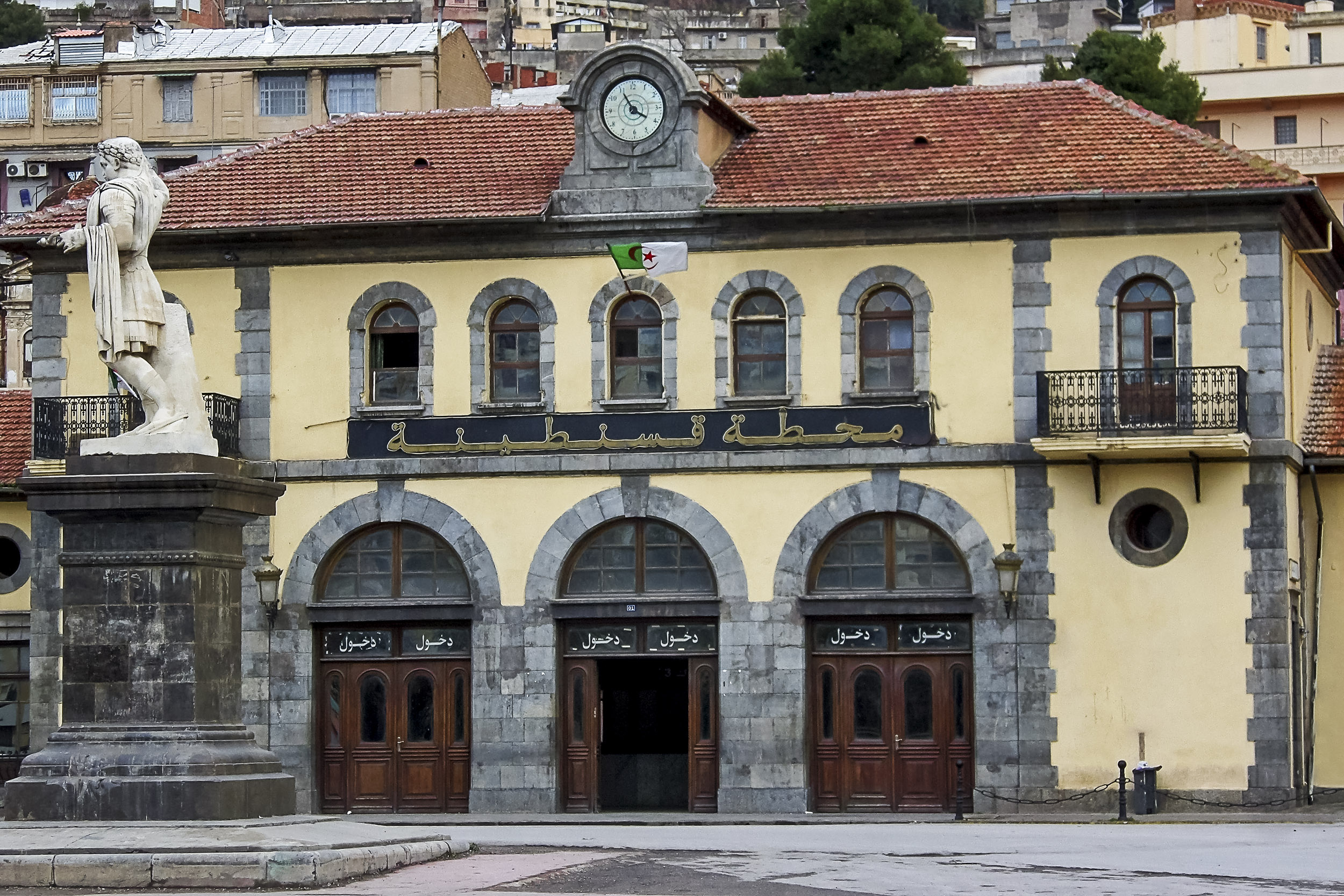
君士坦丁車站
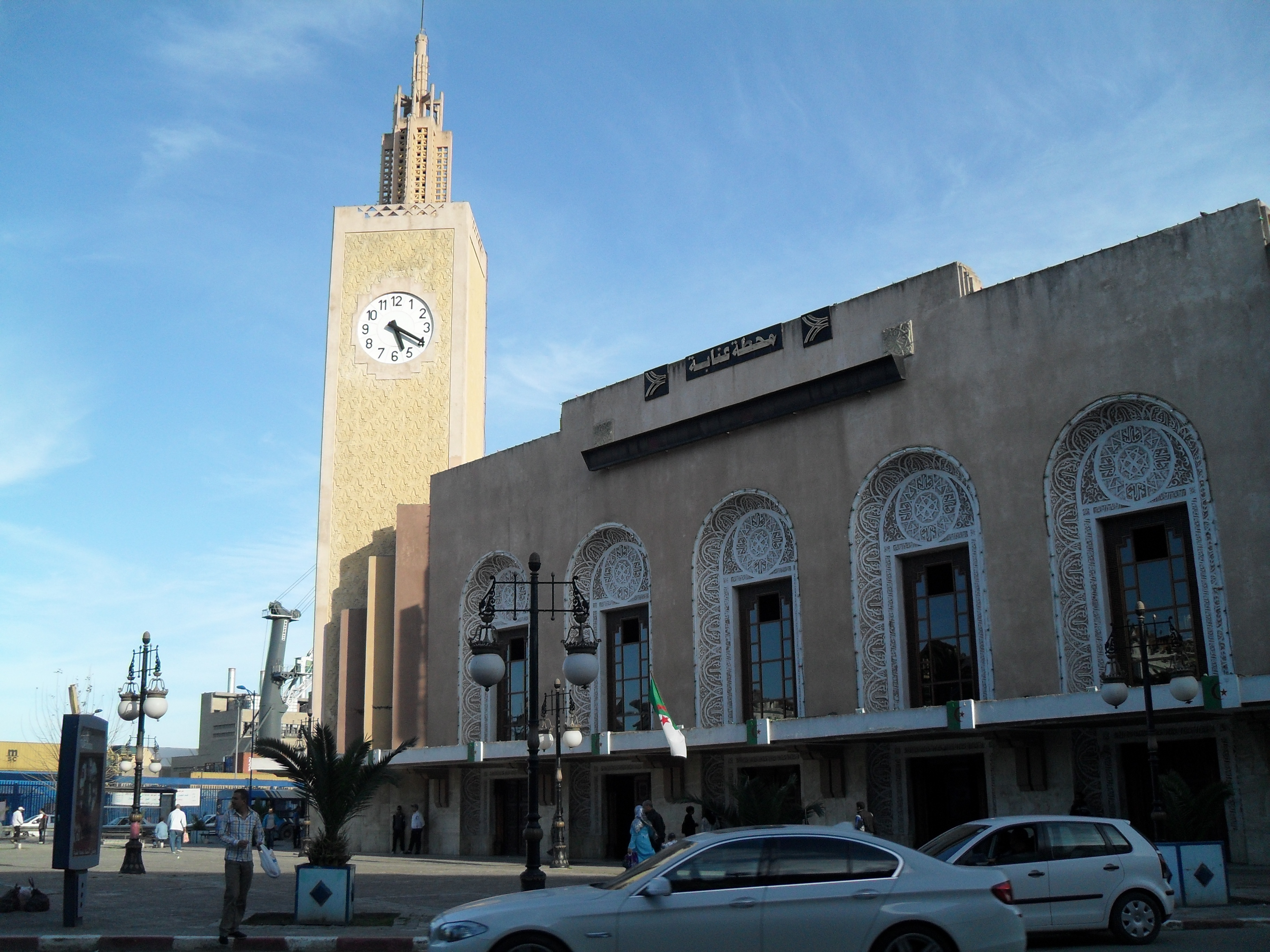
安納巴車站（法语：Gare d'Annaba）

## 外部連結
- 官方网站  （法語）
- EngRailHistory The Railways of Morocco, Tunisia, and Algeria (Internet Archive)